# Медаль «За безупречную службу» (Украина)
Медаль «За безупречную службу» (укр. медаль «За бездоганну службу») — государственная награда Украины для награждения лиц офицерского состава и прапорщиков Вооружённых сил Украины, полицейских, Национальной гвардии Украины, Службы безопасности Украины, Службы внешней разведки Украины, Государственной службы специальной связи и защиты информации Украины, Государственной пограничной службы Украины, Государственной специальной службы транспорта, войск Гражданской обороны, которые достигли высоких показателей в боевой и профессиональной подготовке, являются образцом верности присяге и исполнения воинских (служебных) обязанностей, успешно руководят подчинёнными, образцово исполняют другие военные обязанности.

## История награды
- 5 октября 1996 года Указом Президента Украины Л. Д. Кучмы № 932/96 учреждён знак отличия Президента Украины — медаль «За безупречную службу» I, II и III степени. Тем же Указом были утверждены Положение про знак отличия и описание медали.
- 16 марта 2000 года Верховная Рада Украины приняла Закон «О государственных наградах Украины», которым была установлена государственная награда Украины — медаль «За безупречную службу» I, II и III степени. Законом было предусмотрено, что его действие распространяется на правоотношения, связанные с награждением лиц, удостоенных знаков отличия Президента Украины. Президенту было рекомендовано привести свои решения в соответствие с принятым Законом.

## Описание знака отличия Президента Украины — медали «За безупречную службу»
Знак отличия Президента Украины — медаль «За безупречную службу» І степени изготовляется из нейзильбера и имеет форму креста, стороны которого представляют собой изображение щитов. Поле щитов покрыто эмалью красного цвета, пружки — из белого металла. На верхней и нижней сторонах креста размещён меч остриём вверх. В центральной части креста — медальон с изображением малого Государственного Герба Украины в обрамлении венка из дубовых листьев и ленты с надписью «За бездоганну службу». Все изображения рельефные. Размер медали — 43 мм.
Обратная сторона медали плоская, с выгравированным номером.
К верхнему концу креста прикрепляется кольцо с ушком, которое соединяется с колодкой, обтянутой лентой. Размер колодки: длина — 45 мм, ширина — 28 мм. На обратной стороне колодки — застежка для прикрепления к одежде.
Медаль «За безупречную службу» II степени такая же, как и медаль І степени, но стороны креста не покрыты эмалью.
Медаль «За безупречную службу» III степени такая же, как и медаль II степени, но изготовляется из томпака, тонированного под бронзу.
Лента медали шелковая муаровая голубого цвета с продольными желтыми и синими полосками по бокам:
для І степени — с жёлтой полоской посередине и двумя синими по бокам; ширина полосок — по 3 мм;
для II степени — с двумя желтыми и тремя синими полосками; ширина полосок — по 3 мм;
для III степени — с тремя желтыми и четырьмя синими полосками; ширина полосок — по 3 мм.
Ширина ленты — 24 мм.
Планка медали «За безупречную службу» представляет собой прямоугольную металлическую пластинку, обтянутую соответствующей лентой. Размер планки: высота — 12 мм, ширина — 24 мм.

## Порядок ношения
Медаль «За безупречную службу» І, ІІ, ІІІ степени носится на левой стороне груди после медали «За военную службу Украине».

## Перевод названия награды
На сайте Президента Украины используются разные варианты перевода украинского названия медаль «За бездоганну службу» на русский язык: медаль «За безупречную службу» и медаль «За отличную службу».